# Callochiton foveolatus
Callochiton foveolatus is een keverslakkensoort uit de familie van de Callochitonidae. De wetenschappelijke naam van de soort is voor het eerst geldig gepubliceerd in 1938 door Is. Taki.